# Manie Maritz

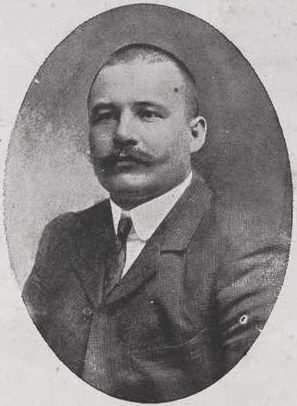
Maritz (1915)

Manie Maritz (* 26. Juli 1876 in Kimberley, Kapkolonie; † 20. Dezember 1940 in Pretoria, Südafrikanische Union), eigentlich bürgerlich Salomon Gerhardus Maritz, auch als Gerrit Maritz bekannt, war ein Burenoffizier im Zweiten Burenkrieg und Anführer der Aufständischen in der nach ihm benannten Maritz-Rebellion 1914.

## Lebensweg
Marit verbrachte seine Kindheit in seiner Heimatstadt Kimberley und zog mit 19 Jahren nach Johannesburg, wo er zunächst als Taxifahrer für seinen Onkel tätig war. Während des Jameson Raid arbeitete er als Freiwilliger zum Schutze des dortigen Fort. Als Dank erhielt die südafrikanische Staatsangehörigkeit und erhielt somit die Möglichkeit sich der South African Republic Police anzuschließen.
Maritz schloss sich dem Boksburg-Kommando an und wurde an die Kriegsfront nach Natal geschickt. Unter Führung von Daniel Theron marschierte Maritz in die Kapkolonie ein. Während Jan Smuts ihn angeblich als kämpfenden General bezeichnete, sah ihn sein Assistent Deneys Reitz nur als einen Anführer zahlreicher Rebellengruppen. Zum Ende des Zweiten Burenkrieges 1902 soll Maritz die Tötung von 35 Farbigen angeordnet haben. Dies ging als Leliefontein-Massaker in die Geschichte ein. Maritz weigerte sich mit Niederlage der Buren den Briten die Treue zu schwören und siedelte nach Deutsch-Südwestafrika über.
Anschließend zog es Maritz nach Europa und Madagaskar. Er kehrte nach Südafrika zurück und verschrieb sich der Pferdezucht. Er soll der Schutztruppe für Deutsch-Südwestafrika im Rahmen des Völkermord an den Herero und Nama geholfen haben. Nach seiner Rückkehr von dort wurde er in Transvaal verhaftet. Nach seiner Freilassung schloss er sich erneut der Polizei an.
1913 wurde Maritz im Rahmen des Ersten Weltkrieges Mitglied der Selbstverteidigungskräfte der Union Defence Force und wurde als Leiter nach Deutsch-Südwestafrika geschickt. 1914 stieg er zum Generalleutnant auf. Schon früh soll es Anzeichen gegeben haben, dass Maritz eher auf der Seite der Deutschen stand. Im September 1914 sollte Maritz den Vormarsch der britisch-südafrikanischen Truppen bei der Schlacht bei Sandfontein stoppen. Er weigerte sich. Am 9. Oktober wurde er ein Rebell und nahm einen Tag später die Ansiedlung Keimoes ein (Beginn der Maritz-Rebellion). Knapp zwei Wochen später wurde er im Kampf verletzt und nach Deutsch-Südwestafrika zurückgebracht.
1923 kehrte Maritz nach Südafrika zurück, wurde festgenommen und wegen Hochverrats angeklagt. Er wurde zu drei Jahren Gefängnis verurteilt, kam aber nach der Machtübernahme durch die Nasionale Party nach nur drei Monaten wieder frei. In den 1930er Jahren wurde Maritz ein Verfechter der Nazis und des Dritten Reichs. 1939 veröffentlichte Maritz seine Autobiografie My Lewe en Strewe (zu Deutsch etwa Mein Leben, mein Streben).
Er starb 1940 in Pretoria und ist dort auf dem Pretoria West Cemetery beerdigt.